# 霍伊特 (科羅拉多州)
霍伊德（英語：Hoyd）是位於美國科羅拉多州摩根縣的一個非建制地區。

## 地理
霍伊德的座標為40°00′56″N 104°04′31″W / 40.01556°N 104.07528°W，而該地最高點為海拔高度1455米（即4774英尺）。